# Šapur I.
Šapur I. ali  Šabur I. (srednjeperzijsko  𐭱𐭧𐭯𐭥𐭧𐭥𐭩‎, novoperzijsko شاپور‎), znan  tudi kot Šapur Veliki, je bil drugi kralj kraljev Sasanidskega cesarstva, * ni znano, Firuzabad, Iran,  † maj 270, Bišapur, Iran.
Datiranje njegovega vladanja je sporno. Na splošno velja, da je vladal od leta 240 do 270, do očetove smrti (242) kot njegov sovladar, potem pa kot samostojen vladar. Utrdil in razširil je Sasanidsko cesarstvo, se vojskoval z Rimskim cesarstvom in na pohodu v rimsko Sirijo  osvojil Nisibis (sedanji Nusaybin) in Karhe. Zmagal je v bitki pri Miziheju leta 244 in naslednje leto  prisilil rimskega cesarja Filipa Arabca, da je podpisal mirovni sporazum, ki so ga Rimljani imeli za "najbolj sramotnega v rimski zgodovini".
Izkoristil je politične pretrese znotraj Rimskega cesarstva in leta 252/253–256 izvedel drugi vojni pohod proti Rimljanom in izropal mmesti Antiohija in Dura-Europos. Leta 260 je med svojim tretjim pohodom premagal in ujel rimskega cesarja Valerijana.
Šapur je bil prvi iranski monarh, ki se je naslavljal s "kralj kraljev Irancev in Neirancev". Vladarji pred njim so se naslavljali s "kralj kraljev Irancev". Naslov je privzel zaradi pritoka rimskih državljanov, ki jih je deportiral med svojimi pohodi. Pod njegovim sinom in naslednikom Hormizdom I. se je naslov ustalil.  
Šapur I. je zgradil vel zoroastrskih svetišč, vključil v vero nove elemente iz grških in indijskih virov in izpeljal obširen program obnove in ponovnega ustanavljanja mest.

## Ime
Šapur je bilo v sasanidskem Iranu priljubljeno ime. Tako so se imenovali trije sasanidski monarhi in nekaj znamenitih osebnosti.
Ime izvira iz staroiranskega *xšayaθiya.puθra (kraljev sin) in je bilo sprva verjetno naslov, ki je postal, vsaj v poznem 2. stoletju n. št., osebno ime.  Ime se v nekaterih arabsko-perzijskih virih pojavlja na seznamu arsakidskih kraljev, kar ni skladno s tistim časom in razmerami.  Ime Šapur je v drugih jezikih znano kot grški  Sapur, Sabor in Sapuris, latinski Sapores in Sapor, arabski Sābur in Šābur in novoperzijski Šapur, Šahpur in Šahfur.

## Zgodnja leta
Šapur je bil sin Ardaširja I. (vladal 224–242, umrl 242), ustanovitelja Sasanidske dinastije.  Njegova mati je bila Mirod, ki je bila, po legendi, arsakidska princesa, hči Artabana IV. V Talmudu je zaradi izjemne lepote omenjena kot "Ifra Hurmiz". Šapur je imel brata Ardaširja, ki je bil kasneje guverner Kirmana, in morda brata z istim imenom, ki je bil guverner Adiabene.
Iz prikazov na sasanidskih skalnih reliefih je razvidno, da je  sodeloval v očetovi vojni z Arsakidi, vključno z bitko pri Hormozdganu 28. aprila 224. Artaban IV. je bil v bitki poražen in ubit, kar je označilo konec arsakidske  ere in začetek 427-letne sasanidske vladavine. Dad-vindad, glavni tajnik ubitega kralja, je bil na Ardaširjev ukaz usmrčen. Ardašir je svojo zmago proslavil tako, da je v sasanskem kraljevem mestu Ardashir-Hvarah (današnji Firuzabad) v Parsu izklesal dva skalna reliefa. Na prvem so trije prizori iz bitke: na levem si perzijski aristokrat prilašča partskega vojaka, na srednjem Ardašir I. s kopjem prebada partskega ministra Dad-vindada in na desnem Ardašir I. preganja Artabana IV.
Ardašir je imel Šapurja za  "najbolj nežnega, najbolj modrega, najpogumnejšega in najsposobnejšega od vseh svojih otrok" in ga na svetu magnatov imenoval za svojega naslednika.
Iranski zgodovinar Al Tabari je opisal Šapurja pred njegovim vzponom na sasandski prestol:  "Iranci so bili zaradi njegove inteligence, razumevanja in učenja,   izjemne drznosti, govorništva, logike ter naklonjenosti in prijaznosti do ljudi Šapurju naklonjeni že pred njegovim prihodom na prestol, ko je njegov oče še živel". Kölnski kodeks Mani kaže, da sta bila Ardašit in Šapur sovladarja že leta 240.
V pismu rimskega cesarja Gordijana III. Rimskemu senatu leta 242 se "perzijski kralji" omenjajo v množini. Sovlada je razvidna tudi s kovancev iz tistega obdobja, na katerih sta upodobljena ob kralja. 
Datum Šapurjevega kronanja ostaja predmet razprav. Pogosto se omenja leto 240, čeprav je Ardašir živel verjetno do leta 242. Leto 240 je zaznamovala tudi osvojitev in kasnejše uničenje Hatre približno 100 km jugozahodno od Niniv in Mosula v današnjem Iraku. Po legendi je svoje mesto Sasanidom izdala Al Nadira, hči kralja Hatre. Druge legende pravijo, da se je Šapur poročil z Al Nadiro ali jo ubil ali oboje.

## Vojaška kariera

### Vzhodna fronta
Vzhodne pokrajine Sasanidskega cesarstva so mejile na deželo Kušanov in Sakov (približno današnji Turkmenistan, Afganistan in Pakistan). Vojaške operacije Šapurjevega očeta Ardaširja I. so privedle do tega, da so kralji Kušana in Saki pristali na plačevanje davka, Ardašir pa se je zato umaknil z okupiranih ozemelj.
Al Tabari trdi, da je Šapur I. obnovil starodavno mesto Zrang v Sakastanu (Sistan). čaprav je edino znano mesto, ki so ga Sasanidi ustanovili na vzhodu, Nišapur v Dehistanu (nakdanja Partija). Talibi trdi, da je Ardašir I. ustanovil tudi Badgis v Horezmu.
Kmalu po očetovi smrti  leta 241 je Šapur prekinil kampanjo, ki jo je začel v Rimski Siriji, da bi ponovno vzpostavil sasanidsko oblast na vzhodu, morda zato, ker sta kralj Kušana in Saki neredno izpolnjevali svoje obveznosti. Pred tem se je moral najprej spopasti z gorskimi Medijci, verjetno iz pogorja Gilan na kaspijski obali. Ko jih je pokoril, je za njihovega vladarja imenoval svojega sina Bahrama, kasnejšega kralja Bahrama I. Šapur se je zatem odpravil proti vzhodu in priključil večino ozemlja Kušana. Za kralja Sakov v Sistanu je imenoval svojega drugega sina Narseha. Po zmagi je ponosno razglasil, da se njegovo cesarstvo razteza do Pešavarja (današnji Pakistan) in do Rag-i-Bibija (današnji Afganistan). Iz napisa Šapurja I. v Nakš-e Rostamu je mogoče sklepati, da je vladal tudi v Baktriji, na ozemlju južno od Hindukuša in morda celo  še bolj proti jugu
Zgleda, da je Šapur I. na vzhodu ustanovil garnizije vojnih ujetnikov, zajetih na prejšnjih pohodih proti Medijcem. Prisilno vključevanje vojnih ujetnikov v sasanidsko vojsko je bilo nekaj običajnega.

### Prva vojna z Rimskim cesarstvom
Ardašir I. je proti koncu življenja obnovil vojno proti Rimskemu cesarstvu. Šapur I. je vojno nadaljeval in osvojil trdnjavi Nisibis in Karhe. Leta 242 so se Rimljani pod poveljstvom cesarja Gordijana III., ki je bil še otrok, postavili proti Sasanidom z "ogromno vojsko in veliko količino zlata" (po napisu na sasanidskem skalnem reliefu). Prezimili so v Antiohiji, Šapur pa je bil medtem zaposlen z osvajanjem Gilana, Horasana in Sistana. Rimski general Timesitej je v bitkah s Sasanidi večkrat zmagal in ponovno osvojil Nisibis in Karhe, pri Raseni uničil sasanidsko vojsko in prisilil Sasanide, da so obnovili in vrnili vsa okupirana mesta. Navdušeni mladi cesar, ki se je na pohodu pridružil svojemu tastu Timesiteju, je pisal Rimskemu senatu, da so "prodrli do Nisibisa in celo do Ktezifona".
Rimljani so kasneje vdrli  v vzhodno Mezopotamijo in naleteli na žilav odpor Šapurja I.,  ki se je medtem vrnil z vzhoda. Timesitej je v nepojasnjenih okoliščinah umrl. Nasledil ga je Filip Arabec. Cesar Gordijan III. je bil v bitki pri Mezihi ubit ali pa so ga po porazu umorili Rimljani. Za njegovega naslednika so izbrali Filipa Arabca. Filip ni želel ponoviti napak prejšnjih zahtevnikov za rimski prestol. Vrnil se je v Rim, da bi Rimski senat uradno potrdil njegov položaj. S Šapurjem I. je leta 244 sklenil mir, s katerim je pristal, da postane Armenija del perzijskega vplivnega območja. Perziji je moral plačati tudi ogromno vsoto 500.000 zlatih denarijev. Filip je kasneje mir prelomil in osvojil izgubljeno ozemlje.
Šapur I. je svojo zmago ovekovečil z več skalnimi reliefi v Parsu.

### Druga vojna z Rimskim cesarstvom
Šapur I. je leta 250 ponovno napadel Mezopotamijo, vendar je moral pohod preusmeriti v Horasan, kjer so se začele resne težave. Ko jih je odpravil, je nadaljeval invazijo na rimsko ozemljo in v bitki pri Barbalisu uničil 60.000 rimskih vojakov. Po zmagi je požgal in opustošil rimsko provinco Sirijo in vse od nje odvisne državice.
Po Siriji je osvojil še Armenijo in spodbudil Anaka Parta k atentatu na armenskega kralja Hosrova II. Anak je Hosrova leta 252 umoril, njega pa so kmalu zatem  umorili  armenski plemiči. Šapur I. je za "velikega kralja Armenije" imenoval svojega sina Hormizda I. Po padcu Armenije je podjarmil še Gruzijo in v njej postavil svojega guvernerja. Z osvojitvijo Armenije in Gruzije je zavaroval severne meje svojega cesarstva.
Med   invazijo na Sirijo je zajel pomembna rimska mesta, kot je bila Antiohija. Cesar Valerijan (vladal 253–260) je v protinapadu do leta 257 osvojil  Antiohijo in vrnil provinco Sirijo pod rimsko oblast. Hitro umikajočo se Šapurjevo vojsko je zasledoval do Edese in bil nato poražen. Valerijana in zajete rimske vojake je Šapur poslal v Pars in se nato odpravil v Malo Azijo, kjer je osvojil kapadoško Cezarejo in deportiral 400.000 prebivalcev v južne sasanidske province.
Zmaga nad Valerianom je prikazana na reliefu v Nakš-e Rustamu, na katerem  je Šapur upodobljen na konju s  kraljevskim oklepom in krono. Pred njim kleči moški v rimski opravi in ga prosi milosti. Isti prizor se ponavlja tudi na drugih skalnih napisih.
Šapur I. je v krščanskem izročilu prikazan v pozitivni luči, ker je ponižal cesarja Valerijana,  zloglasnega preganjalca kristjanov. Šapur  naj bi  ga uporabljal za stolček, ko se je vzpenjal in sestopal s konja. Kasneje naj bi umrl bedne smrti. 
Perzijci so z vojnimi ujetniki, tako kot z deportiranimi Gilanci, ravnali strogo, vendar častno. Deportirali so jih v oddaljeni Bišapur v Huzistanu, kjer so za Šapurja zgradili jarek z mostom.
Pezijsko vojsko sta pozneje premagala rimski častnik Balista in guverner Palmire Septimij Odenat. Slednji je zajel kraljevi harem. Šapur I. je izropal vzhodne pokrajine Sirije in se, verjetno konec leta 260,  vrnil v Ktezifon. Leta 264 je Septimij Odenat prodrl do Ktezfona in bil nato poražen.
Kolosalen kip Šapurja I. v Šapurjevi jami je eden od najbolj impresivnih kipov Sasanidskega cesarstva.

## Odnos do manjšin

### Judovske skupnosti
Šapur je večkrat omenjen v Talmudu z njegovim aramejskim imenom Šabur Malka (שבור מלכא), kar pomeni "kralj Šabur". Imel je dobre odnose z judovsko skupnostjo in bil prijatelj Samuela iz Nehardeje, enega od najslavnejših babilonskih amoraimov - talmudskih modrecev judovskih skupnosti v Mezopotamiji.

### Rimski vojni ujetniki
Šapurjevi pohodi v Rimsko cesarstvo so bistveno obogatili njegovo zakladnico.  Številne vojne ujetnike in rimske državljane  iz osvojenih mest je deportiral v svoje cesarstvo, predvsem v Huzistan, Asuristan in Pars. Pritok obrtnikov in izkušenih delavcev je pripomogel k oživitvi notranje trgovine.

## Smrt
Šapur je zbolel in maja 270 umrl v Bišapurju. Nasledil ga je sin Hormizd I. Kralja sta postala tudi njegova sinova Bahram I. in Narseh. Otroci sina Šapurja  Mešanšaha, ki je umrl pred očetom, so zasedli pomembne položaje v Sasanidskem cesarstvu.

## Vladanje

### Guvernerji
Pod Šapurjem I. sta bila sasanidski dvor in ozemlje mnogo večja kot pod njegovim očetom. V njegovih napisih je omenjenih več guvernerjev in vazalnih kraljev: guverner Koma  Ardašir, guverner Spahana Varzin, guverner Hamadana Tijanik, guverner Neriza Ardašir, guverner Rinda Narseg, guverner Gundišapurja Frijek, guverner Veh-Ardaširja Rastak in kralj Iberije Amazasp III. Guvernerji sasanidskih provinc so bili tudi njegovi sinovi in sorodniki: Bahram (Gilan), Narseh (Sind, Sakistan in Turan), Ardašir (Kerman),  Hormizd-Ardašir (Armenija), Šapur Mešanšah (Mešan) in Ardašir (Adiabena). 

### Uradniki
Na napisu v Nakš-e Rustamu je omenjenih več Šapurjevih uradnikov. Številni so bili potomci uradnikov, ki so služili tudi pod njegovim očetom.  Med Šapurjevim vladanjem so omenjeni: Papak (poveljnik kraljeve garde (hazarbed)), Peroz (poveljnik konjenice (aspbed)),  Vahunam in Šapur (vodji duhovščine), Kirdisro (podkralj (bidaxsh)), Vardbad (vodja služb), Hormizd (glavni pisar), Naduk (načelnik zaporov), Papak (ključar), Mihrhvast (zakladnik), Šapur (poveljnik armade), Arštat Mihran (tajnik) in Zik (šef protokola).

### Vojska
Iranska vojska je v  2. in 3. stoletju doživljala veliko nazadovanje, kar je dalo Rimljanom priložnost, da so pred koncem Partskega cesarstva prodrli globoko na Bližnji vzhod in Mezopotamijo. Pod Šapurjem I. je vojska po dolgem upadanju ponovno oživela. Sestava vojske se ni bistveno spremenila. V večini sasanidske vojske  so služili plemiči iz istih družin, ki so  služile že v arsakidskem in partskem obdobju. Zdi se, da je bilo v vojski več katafraktov, opremljenih z lažjimi verižnimi oklepi, nekoliko podobnimi rimskim.
Čeprav je bila iranska država močno militarizirana in se je njena elita štela  za "vojaško plemstvo" (arteštaran), je imela bistveno manj prebivalcev, bila bolj revna in manj centralizirana v primerjavi z Rimskim cesarstvom. Posledično so imeli sasanidski šahi na razpolago manj vojakov, ki bi služili brez prekinitev, in so bili zato odvisni od plemstva in  nabornikov.   Med  izjeme so spadali kraljevi konjeniki, garnizonski vojaki in enote iz pokrajin izven Irana.
Glavnino plemstva so  tvorile močne partske plemiške družine, znane kot vuzurgan, centralizirane na iranski planoti.  Plemstvo iz teh družin je tvorilo hrbtenico sasanidske fevdalve vojske in bilo večinoma avtonomno.  Partsko plemstvo je v šahovi službi delovalo v svojo korist, pod osebno prisego in verjetno v zavedanju  svojega arijskega porekla, ki ga je delilo s svojimi perzijskimi gospodarji.
Pod Šapurjem je dokazana raba bojnih slonov, na primer med uničenjem Hatre. Uporabili so jih tudi proti cesarju Valerijanu, kar dokazujejo zapisi v Knjigi kraljev (Šahname).

### Spomeniki
Šapur I. je  zapustil več reliefov in skalnih napisov. Napis na reliefu v Nakš-e Radžabu pri Estahru vsebuje tudi grški prevod. Šapur v napisu sam sebe imenuje "častilec Ahuramazde, božanski Šapur, kralj kraljev Irana ne Neirana, mazdajanec božanskega porekla, sin častilca Ahuramazde, božanskega Ardaširja, kralja arijskih kraljev, vnuk božanskega kralja Papaka".  Dolg napis  v Estahru omenja kraljeve dosežke v lokostrelstvu. 
Iz naslovov je razvidno, da se je Šapur I. razglašal za suverena celega sveta, čeprav je bilo njegovo ozemlje v resnici samo malo večje od ozemlja njegovega očeta Ardaširja I. Zgradil je veliko mesto Gundišapur blizu stare ahemenidske prestolnice Suze in izboljšal rodovitnost pokrajine z izgradnjo jezu in namakalnega sistema. Oboje so zgradili rimski vojni ujetniki s preusmeritvijo toka reke Karun. Jez se še vedno imenuje Band-e Kaisar -  cezarjev nasip. Zaslužen je tudi za gradnjo mesta Bišapur, ki so ga gradili rimski vojni ujetniki, zajeti po Valerijanovem porazu leta 260. Zgradil je tudi mesto Pušang v Horasanu. 

### Verska politika
Šapur I. se na kovancih in napisih naslavlja s "častilec [zoroastrskega boga] Mazde". K Avesti, sveti knjigi zoroastrstva, ki je vključevala tudi nereligiozne spise iz Indije in Evrope o medicini, astronomiji, filozofiji in drugem, je želel dodati nova besedila. 
Med njegovim vladanjem se je začel vzpon zoroastrske duhovščine, kar dokazuje mobed Kartir, ki v svojem napisu trdi, da je izkoristil Šapurjeva osvajanja za promocijo zoroastrstva. Čeprav je bil Kartr del Šapurjevega dvora, je bila moč duhovščine omejena. Moč duhovščine je začela rasti šele pod Šapurjevim naslednikom Bahramom I.
Šapur ni bil nikoli pod nadzorom duhovščine. Bil je zelo strpen vladar, ki je sprejemal vsa verstva v svojem cesarstvu. Judovski viri ga omenjajo kot dobronamernega vladarja, ki je sprejemal voditelje njihove skupnosti. Kasnejši  grški viri  pišejo o Šapurjevi invaziji na Sirijo, kjer je uničil vse, razen pomembnih mestnih verskih svetišč. Kristjanom svojega cesarstva je dal versko svobodo in jim dovolil, da so zgradili cerkve brez soglasja sasanidskega dvora.
Med Šašurjevim vladanjem je cvetelo tudi manihejstvo, nova religija, ki jo je začel iranski prerok Mani. Šapur I. je z Manijem lepo ravnal. Leta 242 ga je vključil v svoj dvor, kjer je poskušal spreobrniti Šapurja v manihejstvo. Kralju je posvetil svoje edino delo, znano kot Šabuhragan, pisano v srednjeperzijskem jeziku. Šapur je kljub temu ostal zvest zoroastrstvu.

## Denar in cesarski naslov
Šapur I. je k Ardaširjevemu naslovu  "kralj kraljev Irana/Irancev" pripisal "in Neirana/Neirancev". Razširjeni naslov kaže, da je k cesarstvu priključil nova ozemlja, kaj natančno  je  imel v mislih z izrazom "Neiran/Neiranci" (Aneran), pa ni jasno. Novega naslova na kovancih skoraj nikoli niso uporabljali. Naslov je bil prvič reguliran pod Hormizdom I.